# Súbete a mi moto (serie de televisión)
Súbete a mi moto es una serie web de género musical y biográfico basada en la agrupación juvenil Menudo. La serie cuenta con un total de 15 episodios de una hora y se estrenó de forma global en streaming a través de Prime Video el 9 de octubre de 2020.

## Reparto
- Yamil Ureña y Braulio Castillo como Edgardo Díaz[2]
- Sian Chiong como Joselo Vega[2]
- Marisol Calero como Doña Panchi[2]
- Josette Vidal como Julieta Torres[2]
- Rocío Verdejo como Renata Torres[2]
- Ethan Schwartz y Felipe Albors como Ricky Martin[2]
- Mauro Hernández como Miguel Cancel[3]
- Gustavo Rosa como Sergio Blass
- Mark Tacher como Pepe Izaguirre

## Episodios
| N.º | Título                           | Fecha de lanzamiento original |
| --- | -------------------------------- | ----------------------------- |
| 1   | «Todo tiene un principio… o dos» | 9 de octubre de 2020          |
| 2   | «…y todo tiene su final»         | 9 de octubre de 2020          |
| 3   | «El que juega con fuego…»        | 9 de octubre de 2020          |
| 4   | «Menudomanía»                    | 9 de octubre de 2020          |
| 5   | «El lado oscuro de la fama»      | 9 de octubre de 2020          |
| 6   | «Cambios»                        | 9 de octubre de 2020          |
| 7   | «Todo o nada»                    | 9 de octubre de 2020          |
| 8   | «No te puedes bañar sin mojarte» | 9 de octubre de 2020          |
| 9   | «Rebeldes sin causa»             | 9 de octubre de 2020          |
| 10  | «El mundo de Edgardo»            | 9 de octubre de 2020          |
| 11  | «Abriendo fronteras»             | 9 de octubre de 2020          |
| 12  | «A volar»                        | 9 de octubre de 2020          |
| 13  | «Tocando fondo»                  | 9 de octubre de 2020          |
| 14  | «Mil ángeles… y mil demonios»    | 9 de octubre de 2020          |
| 15  | «Una aventura llamada Menudo»    | 9 de octubre de 2020          |